# 日本國鐵DE10型柴油機車
日本國鐵DE10型柴油機車（日语：／ Kokutetsu DE10-gata Diesel kikansha */?）是日本国有铁道（國鐵）使用的柴油液體傳動機車，從1966年至1978年之間共製造了708輛。截至2016年4月1日，仍有138輛仍在使用中。
形式中的D表示柴油動力，E表示五個動軸，10表示極速低於85km/h。

## 簡介
本型車是為了替換蒸汽機車，用以牽引地方線的客貨列車而製造。不過用途廣泛，不僅可以用於調車，還可以牽引專車和貨運列車，是唯一由七家 JR 公司都接手使用的國鐵時期車輛。

### 設計背景
日本國鐵自 1957 年起使用DD13 型機車作為調車與支線列車牽引用機車，不過其軸重達14噸，不適合行駛標準較差的路線，也無供應暖氣的設備，因此牽引旅客列車時有時須加掛暖房車；軸數較少，有時出現制動力不足的情形。鑑於上述問題，國鐵開始開發一種可以通用於支線與調車的柴液機車。。
1962年，使用兩部DML61系列V型12缸柴油引擎（每部出力1000匹馬力）的幹線用柴液機車DD51型登場。由此考慮開發使用同型引擎的中型柴液機車，藉由減少零件數量（例如僅配備一部引擎和變速箱）來提高可維護性並減輕重量，希望能適合行駛於地方路線。以此構想，於1963年與1965年試作了DD20型，但仍然有軸重過大、黏著性不足、動輪經常空轉等問題，不適合量產。
不過從DD20型的經驗，國鐵發展出了DE10型，以兼顧軸重、牽引性能和通用性。本型車裝有兩個轉向架，分別為三軸與二軸，配合前後不對稱的車身設計，使得軸重減輕為 13 噸，適合行駛的路線與範圍大為增加。

### 構造
外型與DD13和DD51型類似，駕駛室位於前端與後端機械室之間，由於只有一部引擎，所以有一邊的機械室較長，且駕駛室也不位於車體正中央，被叫做「半中央駕駛室（セミ・センターキャブ）。。
長端機械室內有引擎及其他傳動系統和冷卻系統，短端機械室內有燃燒輕油的蒸氣發生器，且兩個機械室上方都有排氣管以排出內部機械產生之廢氣。駕駛室側面有電氣路牌收授器，其前後有長方形橡膠保護板，車號標記位於路牌收授器的正下方。塗裝以紅色4號為主，車身上部和車頂為灰色1號，兩種顏色用白色色帶區隔。
駕駛室內的操縱臺採側向佈置（面向出入口）。由於目標是用於調車作業和短程班車，在轉換行駛方向時，這種設計可讓司機員不必起身轉向。駕駛座也考慮了人體工學，考慮視線與操作便利，控制裝置布置方式與電聯車一樣，主控制手柄在左側，剎車手柄在右側。此外，軔機制動力乃依據剎車手柄的角度自動控制，且插入剎車手柄時，司機員所在一側之駕駛室外的指示燈會亮起，使車外調車人員能夠確定司機員的位置。
為了能行駛在路線標準較差的「丙線」，將軸數增加至五個，且全為動軸，如此軸重小於13噸且有足以用於調動重車所需的黏著力。為了減少通過曲線時承受的側向壓力，三軸轉向架各軸可獨立地左右移動，故將三軸轉向架的每個車軸視為獨立軸，UIC軸式配置記為「AAA-B」。軸承在車輪內側，從外部看不到軸箱支撐裝置。
運轉整備重量為 65.0 噸（DD13 型僅有4 軸、56.0 噸）；增加了一軸使軸重降為13噸後，除了路線標準真的很差的簡易線外，本型車可行駛於大部分的地方路線。增加軸數也使制動力增加，改善了調車作業時制動力不足的問題。配有總控重聯裝置，甚至可與DD51型重聯運轉（最高速限75公里/小時）。
採用 DML61ZA V型12汽缸柴油引擎（出力1,250 PS / 1,500 rpm），是DD51型使用的DML61Z型的改進型，將進氣冷卻器（中冷器）的管路獨立出來，並強化活塞以提高輸出。其液體變速器是與DD51型相同的DW6型，可進行高低兩段速度切換和調整運行特性，以適應幹線列車牽引的需要（高速段：最高速度85 km/h）和調車工作（低速段：最高速度45 km/h）。在長端有散熱器和風扇以進行冷卻，還配備了可將蒸氣發生器用水噴到散熱器上的裝置以備過熱時使用。

## 改型

### DE10-0番台
共製造了158台DE10-0型機車，配有蒸汽加熱鍋爐供旅客列車使用。 
目前JR已無此類機車，但在私鐵還有幾部運轉中。 DE10 1保存在JR四国的多度津車库。

### DE10-500番台
從1968年開始，建造了74台DE10-500型機車，用混凝土壓載重物取代蒸汽加熱鍋爐，用於貨運。目前JR已無使用此型，但在私鐵還有幾部使用中。

### DE10-900番台
在1967年建造了一部原型機車DE10 901，作為重型調車機車，壓載重物使重量增加到70噸。這型成了DE11設計的基礎。

### DE10-1000番台
從1969年開始，建造了210台DE10-1000機車，配備了蒸汽加熱鍋爐，並升級為出力1,350 hp的DML61ZB引擎。

### DE10-1500番台
從1969年開始，建造了265台DE10-1500型機車，採用DML61ZB引擎，以混凝土壓載重物取代蒸汽加熱鍋爐，用於貨運。 

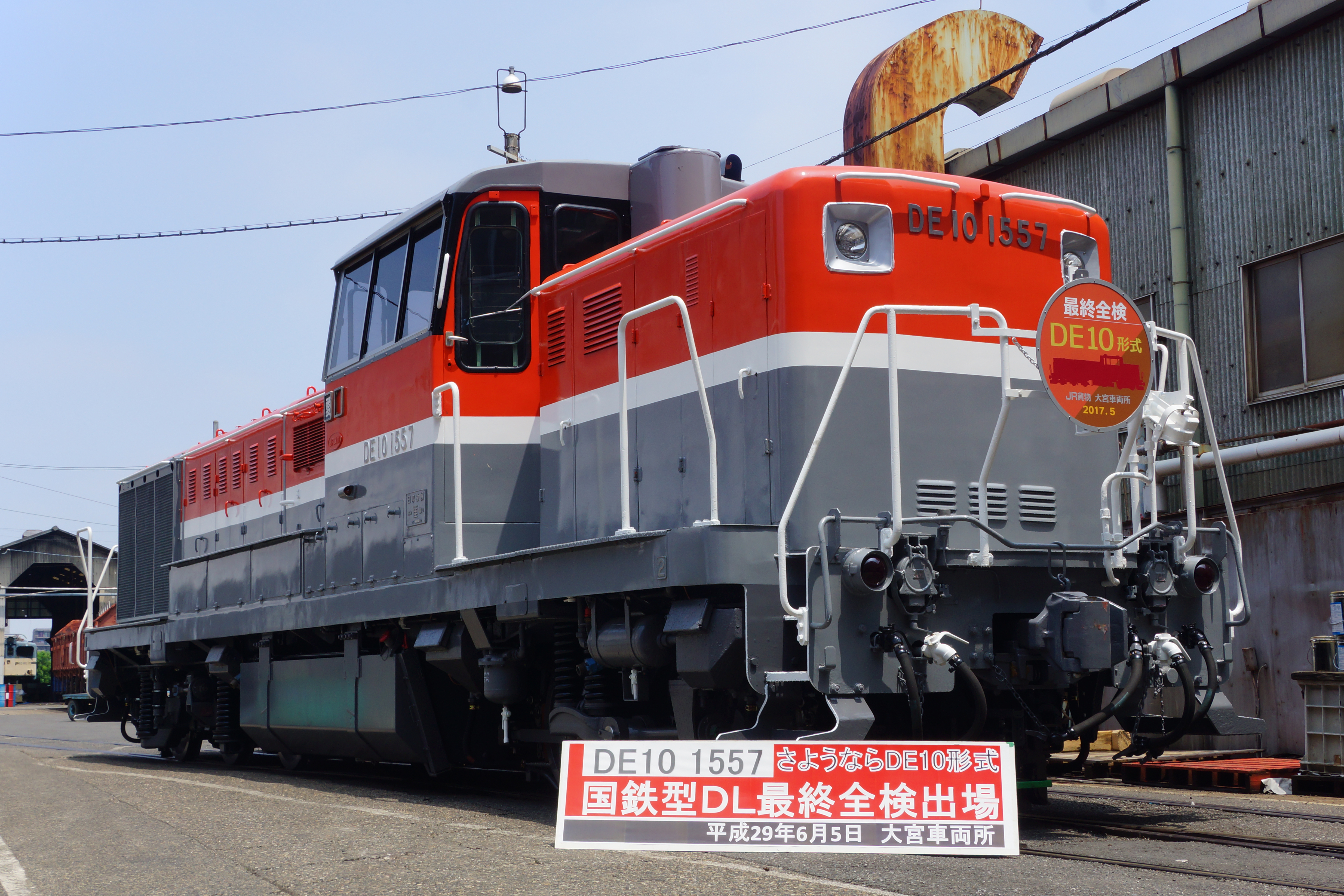
2017年5月的DE10 1557

### DE10-3000 / 3500番台

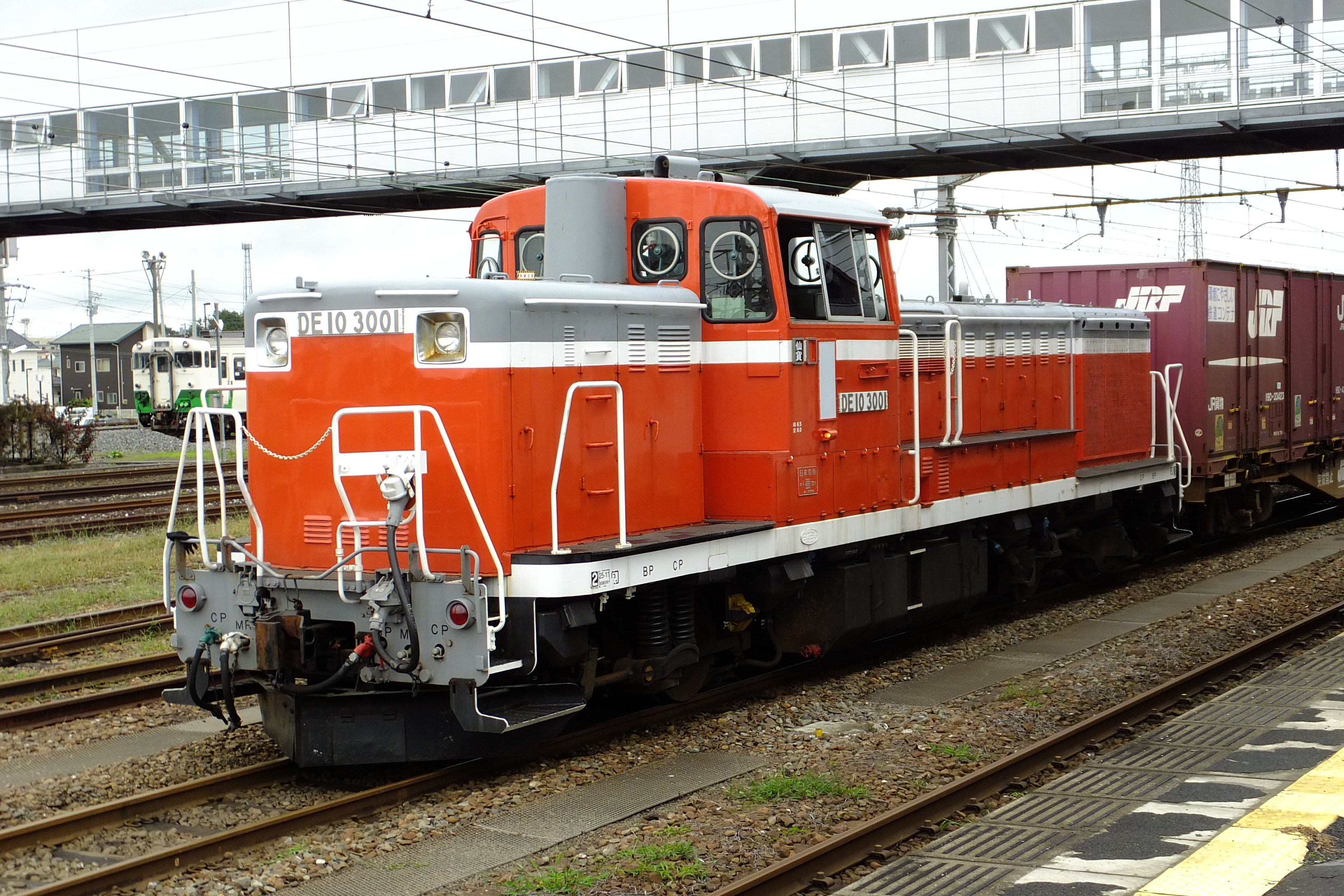
DE10 3001，2015年9月

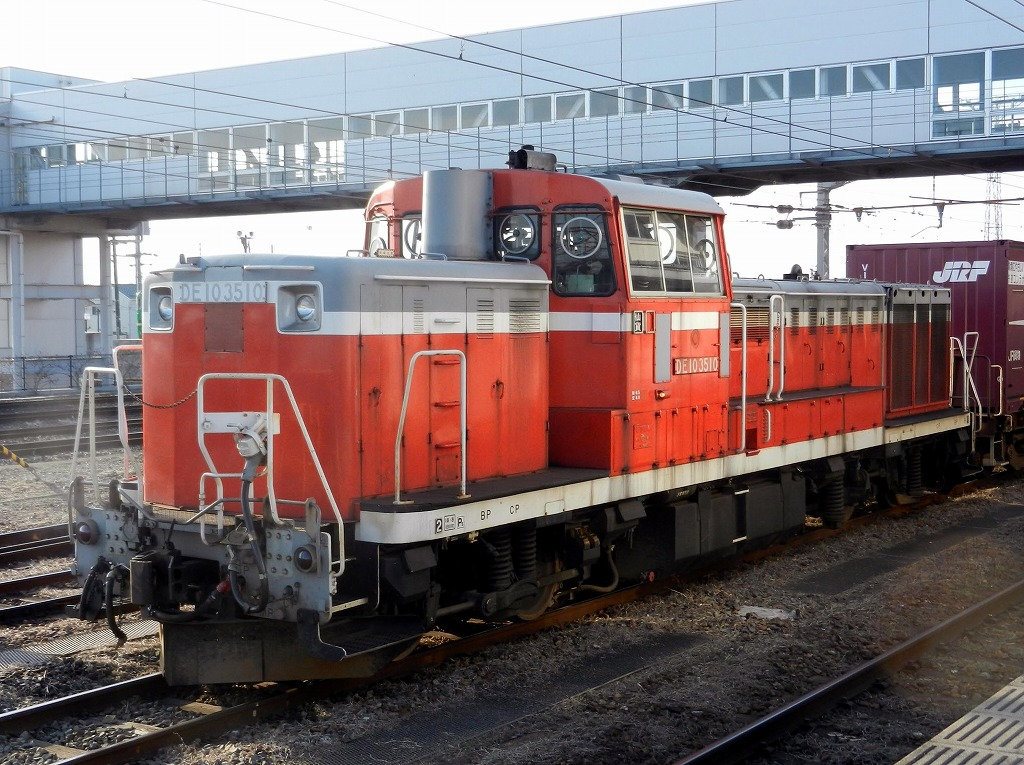
2013年4月的DE10 3510

這些日本貨物鐵道的機車是在2009年從東日本旅客鐵道的DE15型鏟雪機車改造而來的。車號對照如下。 
| 车号      | 原車号    | 建造日期       | 制造商   | 改造日期      | 退役日期       |
| --------- | --------- | -------------- | -------- | ------------- | -------------- |
| DE10 3001 | DE15 1001 | 1971年12月6日  | 日本車輛 | 2009年6月5日  |                |
| DE10 3501 | DE15 1510 | 1973年10月     | 日本車輛 | 2009年5月8日  |                |
| DE10 3502 | DE15 1516 | 1975年12月16日 | 日本車輛 | 2009年4月7日  | 2009年11月25日 |
| DE10 3503 | DE15 2567 | 1976年1月14日  | 日本車輛 | 2009年5月29日 | 2011年度       |
| DE10 3504 | DE15 1522 | 1976年3月2日   | 日本車輛 | 2009年4月24日 | 2011年度       |
| DE10 3505 | DE15 1523 | 1976年3月9日   | 日本車輛 | 2009年4月6日  |                |
| DE10 3506 | DE15 1529 | 1976年10月4日  | 川崎重工 | 2009年5月15日 |                |
| DE10 3507 | DE15 1530 | 1976年10月7日  | 川崎重工 | 2009年6月24日 |                |
| DE10 3508 | DE15 1536 | 1977年9月9日   | 川崎重工 | 2009年4月7日  |                |
| DE10 3509 | DE15 2505 | 1977年10月21日 | 日本車輛 | 2009年5月18日 |                |
| DE10 3510 | DE15 2506 | 1977年10月28日 | 日本車輛 | 2009年5月19日 |                |
| DE10 3511 | DE15 1539 | 1978年11月10日 | 川崎重工 | 2009年4月23日 |                |
| DE10 3512 | DE15 2513 | 1978年11月15日 | 川崎重工 | 2009年5月12日 |                |
| DE10 3513 | DE15 2524 | 1980年11月20日 | 川崎重工 | 2009年4月27日 |                |

1. ↑  最初建造時為 DE15 1517.

## 相关車型
- 日本国铁DE11型柴油机车
- 日本国铁DE15型柴油机车